# Renzo Bossi
Renzo Bossi (* 8. September 1988 in Varese) ist ein italienischer Politiker. Er ist der Sohn von Umberto Bossi, dem Gründer der rechtspopulistischen Partei Lega Nord und dessen Frau Manuela Marrone, die die Mitbegründerin der autonomistischen Bewegung Lega Lombarda (heute Teil der Lega Nord) ist. Renzo Bossi ist in Italien auch als „Il trota“ (zu Deutsch: der [sic] Forelle und entspricht hier in der Bedeutung wohl dem Karpfen) bekannt, nachdem sein Vater ihn 2008 auf die Frage ob Renzo sein Dauphin sei so bezeichnete (sowohl Dauphin wie auch Delfin entsprechen dem italienischen delfino).

## Schulbildung
Die Schullaufbahn von Renzo Bossi rückte ins Licht der Öffentlichkeit, als sein Vater bei einer Kundgebung die Diskriminierung „einer unserer Jungs“ durch die Abiturkommission anprangerte. Diese habe den Jungen allein für seine politischen Überzeugungen durch das Abitur fallen lassen. Später wurde bekannt, dass es sich bei diesem Jungen um seinen Sohn handelte. Renzo Bossi erlangte die Hochschulreife im Juli 2009 beim vierten Versuch, nachdem er zuvor dreimal durch das Abitur gefallen war.
Am 29. September 2010 schloss Renzo Bossi ein dreijähriges Studium (Laurea triennale) in Geschäftsführung an der albanischen Privatuniversität Kristal in Tirana ab. Nach Angaben der Universitätsverwaltung sei er ab dem akademischen Jahr 2007/2008 in den, in albanischer Sprache abgehaltenen Kursen eingeschrieben gewesen, also vor Erlangen der allgemeinen Hochschulreife. In den italienischen Medien wird davon ausgegangen, dass es sich hierbei um einen gekauften Studienabschluss handelt.

## Politische Karriere
Von der Familie wurde er von den Anfängen an in die Angelegenheiten der Lega Nord einbezogen. Häufig tritt er an der Seite seines Vaters auf, insbesondere nach dessen Schlaganfall im Jahr 2004. Renzo Bossi ist sportlicher Leiter der padanischen Fußballabteilung. Im Januar 2009 wurde er in das „Aufsichtsgremium für Transparenz und lombardische Messeeffizienz“ der Lega Nord gewählt. Diese Wahl brachte der Lega den Vorwurf der Vetternwirtschaft ein.
Bei den lombardischen Regionalwahlen 2010 wurde Renzo Bossi als Kandidat für die Provinz Brescia aufgestellt. Sein Alter, von damals gerade 22 Jahren, und sein schwieriger schulischer Werdegang, ließen dabei nicht auf eine besonders ausgeprägte politische Fertigkeit schließen. Dies rief erneut den Vorwurf der Vetternwirtschaft hervor. Dabei war die Bekämpfung des Nepotismus ein zentraler Inhalt der Lega. Trotz allem wurde Renzo Bossi mit 12.983 Stimmen zum Regionalabgeordneten gewählt. Als Mitglied der „I Commissione Programmazione e Bilancio“ und der „II Commissione Affari Istituzionali“ der lombardischen Rats war Renzo Bossi bei 51 von 58 Sitzungen des Regionalrats abwesend. Die Sitzungen der „Commissione Affari Istituzionale“ besuchte er hingegen in 15 von 30 Fällen. Er war Referent für ein 500.000 Euro schweres Regionalgesetz für Legalitätskurse.
Am 9. April 2012 erklärte Renzo Bossi seinen Rücktritt von seinem Amt im lombardischen Regionalrat. Zuvor wurde bekannt, dass die Behörden Ermittlungen wegen Veruntreuung von Parteigeldern innerhalb der Lega Nord eingeleitet hatten. Der Provinzkoordinator für Brescia der Lega Nord verlangte daraufhin den Ausschluss von Renzo und dessen politische Ziehmutter Monica Rizzi aus der Partei.